# B'ir Hadádž
B'ir Hadádž (hebrejsky ביר הדאג׳, arabsky بئر هداج‎, v oficiálním přepisu do angličtiny Bir Hadage, přepisováno též Bir Hadaj) je vesnice v Izraeli, v Jižním distriktu, v oblastní radě Neve midbar.

## Geografie

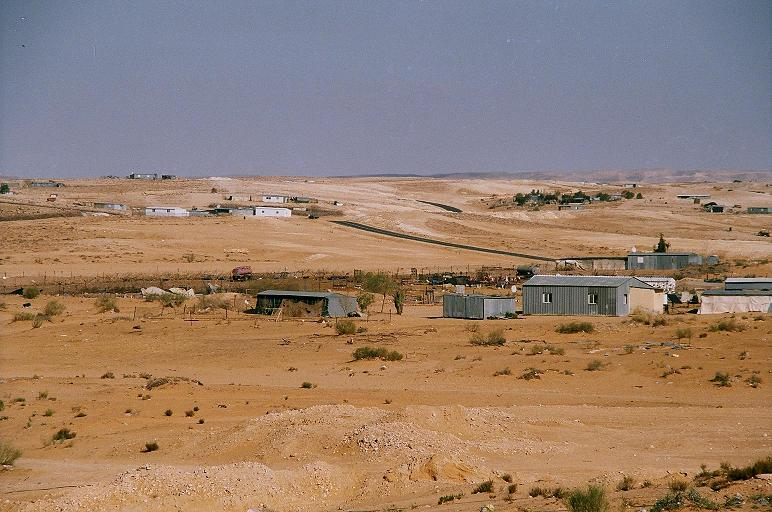
Zástavba v B'ir Hadádž

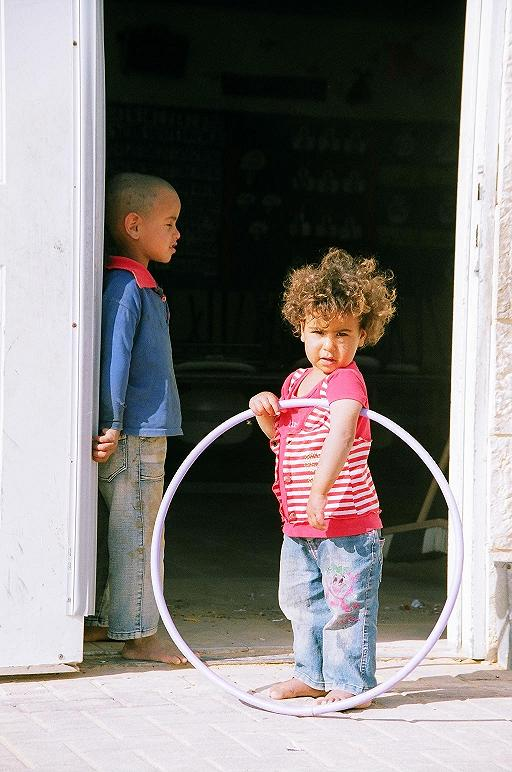
Beduínské děti ve škole v B'ir Hadádž

Leží v nadmořské výšce cca 280 metrů v centrální části pouště Negev. Poblíž osady protéká vádí Nachal Besor. Západně odtud začíná zcela aridní oblast písečných dun Cholot Chaluca.
Obec se nachází 55 kilometrů od břehu Středozemního moře, cca 115 kilometrů jižně od centra Tel Avivu a cca 27 kilometrů jihojihozápadně od Beerševy.
B'ir Hadádž obývají Arabové, respektive polokočovní arabští Beduíni, přičemž osídlení v tomto regionu je etnicky smíšené. Ve okolní řídce osídlené krajině se rozkládají židovské zemědělské vesnice jako Revivim, Retamim a Ašalim.
B'ir Hadádž je na dopravní síť napojen pomocí lokální silnice 222. Východně od osady probíhá dálnice číslo  40.

## Dějiny
B'ir Hadádž je vesnice, která byla v roce 2003 oficiálně uznána izraelskou vládou za samostatnou obec. Osídlení v této lokalitě je ovšem staršího původu. Jde o shluk rozptýlené beduínské zástavby zahrnující kmen al-Azazama. V roce 1996 se jeho členové přestěhovali z prostoru poblíž průmyslového areálu Ramat Chovav, kde již nebylo z ekologických a hygienických důvodů možné pokračovat v osídlení, do nynější lokality. O výběru náhradního bydliště vyjednávali členové kmene s tehdejším ministrem Benjaminem Ben Eliezerem. Zpočátku šlo o provizorní lokalitu, ale postupně se změnila v trvalé osídlení.
O oficiální uznání obce usilovali její obyvatelé i úřady oblastní rady Ramat ha-Negev, jejíž členské obce toto beduínské sídlo obklopují.
Správní území obce měří 6500 dunamů (6,5 kilometrů čtverečních). Funguje zde základní a střední škola, sportovní areál, ve výstavbě je společenské středisko, probíhá budování inženýrských sítí.

## Demografie
Obyvatelstvo v B'ir Hadádž tvoří Arabové. Jde o lidnatou obec vesnického typu s dlouhodobě rostoucí populací. K 31. prosinci 2017 zde žilo 5300 lidí.
| Rok            | 2006 | 2007 | 2008 | 2009 | 2010 | 2011 | 2012 | 2013 | 2014 | 2015 | 2016 | 2017 |
| -------------- | ---- | ---- | ---- | ---- | ---- | ---- | ---- | ---- | ---- | ---- | ---- | ---- |
| Počet obyvatel | 265  | 276  | 294  | 3934 | 4582 | 3833 | 3183 | 4472 | 4529 | 4600 | 5100 | 5300 |